# Cryptoprocta spelea
Cryptoprocta spelea, còn được gọi là fossa khổng lồ, là một loài ăn thịt đã tuyệt chủng tại Madagascar thuộc họ Eupleridae, có họ hàng gần nhất với cầy mangut và bao gồm tất cả loài ăn thịt Madagascar. Được mô tả lần đầu tiên vào năm 1902, vào năm 1935 đã được công nhận là một loài riêng biệt với họ hàng gần nhất, fossa còn sống (Cryptoprocta ferox). C. spelea lớn hơn fossa, nhưng tương tự nhau. Cả hai đã không luôn được chấp nhận như loài riêng biệt. Thời điểm và cách thức Cryptoprocta spelea bị tuyệt chủng đến nay vẫn chưa được xác định. Có một số bằng chứng, bao gồm cả báo cáo về loài fossa rất lớn, rằng có nhiều hơn một loài còn sống sót.